# Іст-Гантінгдон Тауншип (округ Вестморленд, Пенсільванія)
Іст-Гантінгдон Тауншип (англ. East Huntingdon Township) — селище (англ. township) в США, в окрузі Вестморленд штату Пенсільванія. Населення — 7721 особа (2020).

## Демографія
Згідно з переписом 2010 року, у селищі мешкали 7963 особи в 3362 домогосподарствах у складі 2285 родин. Було 3569 помешкань
Расовий склад населення:
| - 97,4 % — білих - 0,7 % — чорних або афроамериканців - 0,5 % — азіатів - 0,1 % — корінних американців |

До двох чи більше рас належало 1,0 %. Частка іспаномовних становила 0,8 % від усіх жителів.
За віковим діапазоном населення розподілялося таким чином: 19,2 % — особи молодші 18 років, 62,3 % — особи у віці 18—64 років, 18,5 % — особи у віці 65 років та старші. Медіана віку мешканця становила 45,0 року. На 100 осіб жіночої статі у селищі припадало 91,3 чоловіків;  на 100 жінок у віці від 18 років та старших — 92,1 чоловіків також старших 18 років.
Середній дохід на одне домашнє господарство  становив 68 811 долар США (медіана — 50 466), а середній дохід на одну сім'ю — 79 807 доларів (медіана — 54 674). Медіана доходів становила 43 500 доларів для чоловіків та 32 370 доларів для жінок. За межею бідності перебувало 11,0 % осіб, у тому числі 19,4 % дітей у віці до 18 років та 2,8 % осіб у віці 65 років та старших.
Цивільне працевлаштоване населення становило 3980 осіб. Основні галузі зайнятості: освіта, охорона здоров'я та соціальна допомога — 26,5 %, роздрібна торгівля — 16,5 %, виробництво — 12,0 %, транспорт — 8,9 %.